# Петър Къртевски
Петър Къртевски е бивш футболист, защитник на Славия. Шампион и носител на купата на страната през 1928 и 1930 г. Вицешампион през 1926, 1932 и 1934 г.